# Dužine
Dužine (izvirno srbsko Дужине; nemško Szécsenfalva) je naselje v Srbiji, ki upravno spada pod Občino Plandište; slednja pa je del Južnobanatskega upravnega okraja.

## Demografija
V naselju živi 190 polnoletnih prebivalcev, pri čemer je njihova povprečna starost 48,9 let (45,1 pri moških in 52,2 pri ženskah). Naselje ima 97 gospodinjstev, pri čemer je povprečno število članov na gospodinjstvo 2,26.
Prebivalstvo je večinoma nehomogeno, a v času zadnjih treh popisov je opazno zmanjšanje števila prebivalcev.
|  |

| Demografija | Demografija     | Demografija     |
| Leto        | Št. prebivalcev | Št. prebivalcev |
| ----------- | --------------- | --------------- |
|             |                 |                 |
|             |                 |                 |
|             |                 |                 |
|             |                 |                 |
| 1948        | 514             |                 |
| 1953        | 620             |                 |
| 1961        | 623             |                 |
| 1971        | 400             |                 |
| 1981        | 282             |                 |
| 1991        | 234             | 229             |
| 2002        | 226             | 219             |
|             |                 |                 |

| Etnična sestava po popisu iz leta 2002 | Etnična sestava po popisu iz leta 2002 | Etnična sestava po popisu iz leta 2002 | Etnična sestava po popisu iz leta 2002 | Etnična sestava po popisu iz leta 2002 |
| -------------------------------------- | -------------------------------------- | -------------------------------------- | -------------------------------------- | -------------------------------------- |
| Srbi                                   | Srbi                                   |                                        | 119                                    | 54,33%                                 |
| Makedonci                              | Makedonci                              |                                        | 68                                     | 31,05%                                 |
| Slovenci                               | Slovenci                               |                                        | 18                                     | 8,21%                                  |
| Madžari                                | Madžari                                |                                        | 5                                      | 2,28%                                  |
| Hrvati                                 | Hrvati                                 |                                        | 1                                      | 0,45%                                  |
| Romuni                                 | Romuni                                 |                                        | 1                                      | 0,45%                                  |
| Bolgari                                | Bolgari                                |                                        | 1                                      | 0,45%                                  |
| Neznano                                | Neznano                                |                                        | 6                                      | 2,73%                                  |